# 2862 Vavilov
A 2862 Vavilov (ideiglenes jelöléssel 1977 JP) a Naprendszer kisbolygóövében található aszteroida. Nyikolaj Sztyepanovics Csernih fedezte fel 1977. május 15-én. Nyikolaj Vavilov genetikusról lett elnevezve.